# アルメロ (コロンビア)

アルメロ＝グアヤバル基礎自治体の集落

アルメロ（Armero）またはアルメロ＝グアヤバル（Armero-Guayabal）は、コロンビア・トリマ県の基礎自治体。グアヤバルを中心とする。
またかつては同名の町があったものの、1985年にゴーストタウンとなっている（#歴史）。

## 歴史
町の建設は1895年に始まり、1908年にラファエル・レイエス大統領によって町として正式に承認された。町はもともとサン・ロレンソ(San Lorenzo)という名前だった。 1930年、殉教者のホセ・レオン・アルメロを偲び「アルメロ」に名称が変更された。町は綿花栽培の中心地域として栄え、「白い町」と呼ばれていた。
1985年11月13日、ネバドデルルイス火山の噴火とそれに伴うラハールの直撃により、当時の住民約31,000人のうちおよそ23,000人が死亡し町も破壊された。この災害の後、アルメロは隣町のグアヤバルと合併。生存者はグアヤバルに移転し、アルメロは放棄されゴーストタウンとなった。
町があった場所には生存者によって広大な墓地が作られた。放棄された町の施設（病院、公園、劇場など）は記念館に改修され、在りし日のアルメロを知ることができる。